# Omeisaurus
L'omeisauro (Omeisaurus Young, 1939) era un dinosauro sauropode della famiglia che visse in Cina nel medio e tardo Giurassico.

## Un gigante primitivo
Di enormi dimensioni, l'omeisauro può essere considerato uno dei primi sauropodi giganti. Molti fossili appartenenti a varie specie di questo animale sono stati rinvenuti nelle formazioni Shangshaximiao e Xiashaximiao della Cina. Ad oggi, in effetti, regna una gran confusione a proposito della classificazione delle varie specie, e alcune sembrerebbero appartenere a gruppi di sauropodi più evoluti. La specie tipo, Omeisaurus junghsiensis, è stata descritta nel 1939 sulla base di alcuni scheletri incompleti e un cranio. Il cranio sembrerebbe essere molto primitivo, e forse l'omeisauro appartiene a una radiazione di sauropodi asiatici che si sviluppò nel Giurassico medio, di cui potrebbero far parte anche Shunosaurus e Datousaurus. Le dimensioni dell'animale, però, eccedono di molto quelle dei suoi parenti, dal momento che l'omeisauro poteva raggiunger i 9-20 metri di lunghezza (a seconda del genere).

## Una quantità di specie
Altre specie variamente attribuite al genere Omeisaurus includono O. jiaoi, vissuto alla fine del Giurassico medio, e O. maoianus, conosciuta per un cranio e parte dello scheletro postcranico, che potrebbe rappresentare una forma più evoluta. Le ricostruzioni di Omeisaurus si basano di solito sulla specie O. tianfuensis, che però sembrerebbe essere molto distinta dalla specie tipo e potrebbe essere strettamente imparentata con sauropodi più evoluti come Mamenchisaurus, al quale assomiglia per il collo estremamente allungato.